# Dictyna siniloanensis
Dictyna siniloanensis är en spindelart som beskrevs av Alberto Barrion och James A. Litsinger 1995. Dictyna siniloanensis ingår i släktet Dictyna och familjen kardarspindlar.
Artens utbredningsområde är Filippinerna. Inga underarter finns listade i Catalogue of Life.